# Hyssia pallidicosta
Hyssia pallidicosta là một loài bướm đêm trong họ Noctuidae.